# Militärputsch in Simbabwe 2017

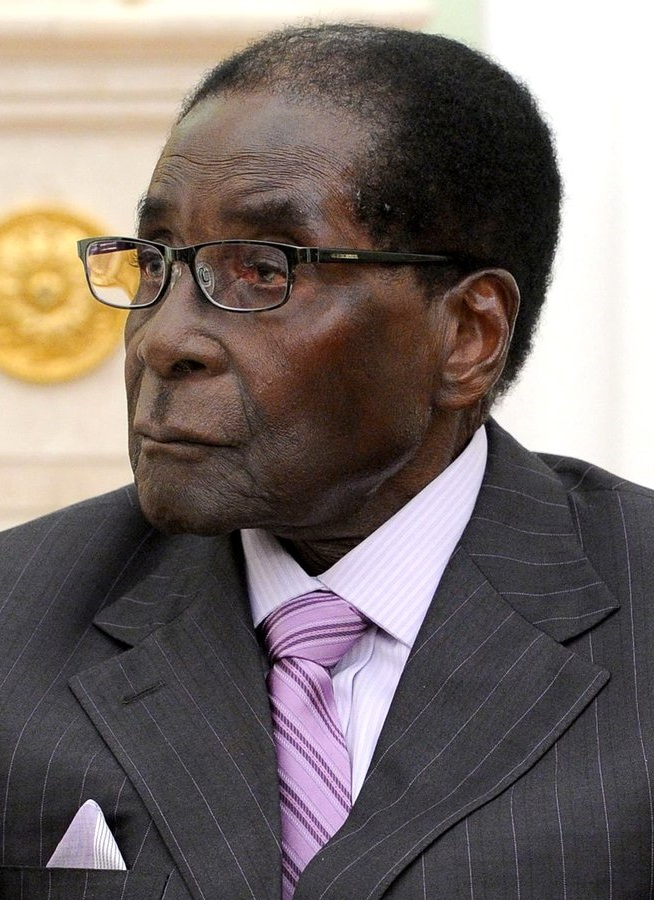
Robert Mugabe (2015)

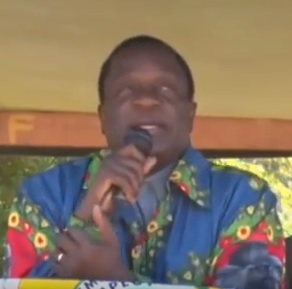
Emmerson Mnangagwa im Juni 2015

Der Militärputsch in Simbabwe 2017 führte zur Absetzung des bis dahin rund 37 Jahre regierenden Ministerpräsidenten und späteren Staatspräsidenten Simbabwes – Robert Mugabe – und zur Einsetzung seines Nachfolgers Emmerson Mnangagwa in dieses Amt.

## Verlauf

### Zuspitzung
In den Tagen vor dem Militärputsch waren zunehmende Differenzen zwischen der ZANU-PF, der regierenden Partei des 93-jährigen Präsidenten Robert Mugabe, und der Führung der simbabwischen Militärs deutlich geworden. Unmittelbarer Anlass hierfür war die Entlassung des Vizepräsidenten Emmerson Mnangagwa durch Präsident Mugabe eine Woche zuvor. Der Vizepräsident war vor seiner Entlassung als der aussichtsreichste Kandidat für die Nachfolge im Präsidentenamt angesehen worden, noch vor Grace Mugabe, der Ehefrau Mugabes, der von politischen Beobachtern schon seit längerem unterstellt worden war, machtpolitische Ambitionen zu haben und die Fäden der Politik im Hintergrund zu ziehen. Die Entlassung Mnangagwas wurde öffentlich durch den Armeechef General Constantino Chiwenga kritisiert, der davor warnte, dass die Armee bereit sei, den innerparteilichen Säuberungen in Mugabes ZANU-PF ein Ende zu setzen, wenn diese nicht aufhörten. ZANU-PF-Politiker warfen dem Armeechef daraufhin „verräterisches Verhalten“ vor.

### Militärputsch
In der Nacht vom 14. auf den 15. November 2017 verschafften sich Armeeangehörige Zugang zum staatlichen Rundfunk ZBC. Am 15. November 2017 wurde eine Ansprache von Generalmajor Sibusiso Moyo ausgestrahlt, in der dieser betonte, dass sich Präsident Mugabe in Sicherheit befände. Moyo bestritt, dass es sich bei der Militäraktion um einen Putsch handle. Ziel der Militärs sei es, „kriminelle Elemente“ aus der Umgebung des Präsidenten zu entfernen. Im Übrigen würde weder das Kriegsrecht ausgerufen, die Verfassung außer Kraft gesetzt noch Staatspräsident Mugabe für abgesetzt erklärt.
Am 15. November wurden das Parlamentsgebäude sowie der Amtssitz des Präsidenten in der Hauptstadt Harare von Soldaten abgeriegelt und auch zahlreiche Verkehrsknotenpunkte vom Militär kontrolliert, ansonsten blieb die Lage ruhig. Gleiches galt für den Rest des Landes. In einem Telefonat mit dem südafrikanischen Präsidenten Jacob Zuma teilte Mugabe mit, er stünde unter Hausarrest. Nach Augenzeugenberichten wurde Finanzminister Ignatius Chombo verhaftet, die Festsetzung weiterer Minister blieb zunächst unbestätigt. Chombo gilt als führendes Mitglied der sogenannten G40-Faktion innerhalb der Regierungspartei, die sich für Grace Mugabe als Nachfolgerin an der Spitze des Landes eingesetzt hatte. Der Verbleib der Präsidentengattin ist ungeklärt: Die Aussage des MDC-T-Abgeordneten Eddie Cross, sie habe sich bereits in der Nacht vom 14. auf den 15. November nach Namibia absetzen können, blieb zunächst unbestätigt. Ein Vertreter der ZANU sprach ebenfalls davon,  Grace Mugabe habe das Land verlassen. Demgegenüber stehen Zeugenaussagen, sie sei gemeinsam mit ihrem Ehemann unter Hausarrest gestellt worden.
Am 16. November trafen Oppositionsführer Morgan Tsvangirai (MDC-T) und der Veteranenführer Christopher Mutsvangwa aus Südafrika kommend in Harare zu Verhandlungen ein. An diesen waren, im Auftrag der Entwicklungsgemeinschaft des südlichen Afrika (SADC), auch zwei Vertreter der südafrikanischen Regierung beteiligt: Verteidigungsministerin Nosiviwe Mapisa-Nqakula und Staatssicherheitsminister Bongani Bongo. Strittig waren unter anderem die zukünftige Rolle Mnangagwas sowie Sicherheitsgarantien für Mugabe und seine Familie. Der Vorsitzende der Afrikanischen Union, Guineas Staatspräsident Alpha Condé, wies darauf hin, dass die AU eine Militärherrschaft nicht akzeptieren werde. Er rief die Armee dazu auf, in ihre Kasernen zurückzukehren und die verfassungsmäßige Ordnung zu akzeptieren. Demgegenüber unterstützte der Generalsekretär der oppositionellen MDC-T, Douglas Mwonzora, das Vorgehen des Militärs. Für das weitere Vorgehen halte er die Bildung einer Übergangsregierung für den besten Weg.

### Absetzung Mugabes
Am Nachmittag des 17. November hatten alle zehn Provinzverbände der ZANU-PF Mugabe das Misstrauen ausgesprochen. Rund zwölf Anhänger Grace Mugabes waren festgenommen worden. Am 19. November verkündete die ZANU-PF die Absetzung Mugabes als Parteivorsitzenden, Nachfolger wurde der vom Militär favorisierte Emmerson Mnangagwa. Grace Mugabe wurde aus der Partei ausgeschlossen. Am Abend desselben Tages weigerte sich Robert Mugabe in einer Fernsehansprache, als Präsident zurückzutreten. Auch ein Ultimatum für den Folgetag, 12 Uhr, ließ er verstreichen. Am 21. November trat Mugabe als Präsident zurück, nachdem das Parlament ein Amtsenthebungsverfahren eingeleitet hatte.

### Einsetzung Mnangagwas
Drei Tage später wurde Mnangagwa als Präsident vereidigt. Weitere drei Tage später löste Mnangagwa das Kabinett Mugabes auf und leitete die Bildung eines neuen Kabinetts ein.

## Hintergrund

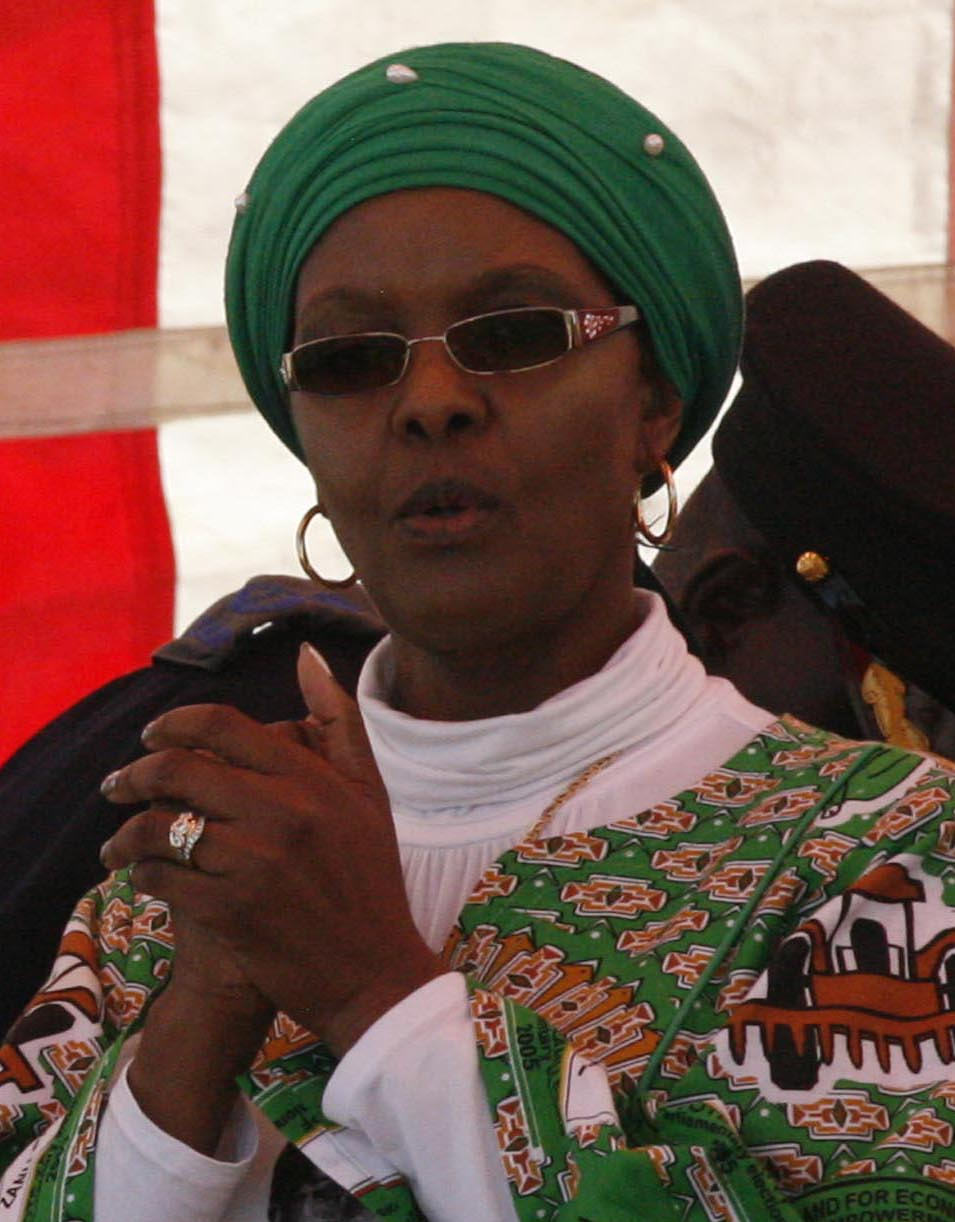
Grace Mugabe (2013)

Zum Zeitpunkt der Intervention des simbabwischen Militärs hatte sich der Kampf um die Nachfolge des mit 93 Jahren weltweit ältesten Staatschefs Robert Mugabe zugespitzt. Er regierte das Land im südlichen Afrika seit 1980 zunächst als Ministerpräsident und seit 1987 als Staatspräsident.
Die Bevölkerung in Simbabwe leidet unter Armut und hoher Arbeitslosigkeit. Diese Not und politische Repressionen ließen Millionen Simbabwer aus ihrem Land fliehen. Eine chaotisch umgesetzte Landreform führte zur – teils gewaltsamen – Enteignung von etwa 4000 weißen Farmern und schürte weitere Konflikte. Seitdem ist das Land auf den Import von Nahrungsmitteln angewiesen. Nach einer Hyperinflation wurde 2009 der Simbabwe-Dollar durch ausländische Währungen wie US-Dollar und südafrikanischer Rand als Zahlungsmittel ersetzt.
Die Ehefrau Mugabes, Grace Mugabe, gewann im Laufe der Zeit mehr und mehr Einfluss in der Regierungspartei ZANU-PF; dort war sie Vorsitzende der Frauen-Liga. Aus dieser Position heraus bekämpfte sie Mitbewerber um die Nachfolge ihres Mannes. Ihr Hauptgegner und aussichtsreichster Mitbewerber auf Mugabes Nachfolge war Vizepräsident Emmerson Mnangagwa, ein langjähriger Weggefährte Robert Mugabes und ehemaliger Vize-Vorsitzender der ZANU-PF. Grace Mugabe und er überwarfen sich im Oktober 2017. Zunächst wurde Mnangagwa vom Justizministerium ins Tourismusministerium versetzt und schließlich am 8. November 2017 unter dem Vorwurf des Landesverrats aus dem Kabinett entlassen.
Mnangagwa, selbst Veteran des Unabhängigkeitskampfes Simbabwes, besitzt enge Kontakte zur Führung der Streitkräfte. Er floh nach seiner Entmachtung nach China, kündigte aber an, zurückzukommen und das Land führen zu wollen.
Constantino Chiwenga war eine Woche vor dem Putsch im chinesischen Verteidigungsministerium in Peking zu Gast und traf sich mit dem chinesischen Verteidigungsminister Chang Wanquan. China dementierte eine Verbindung zum späteren Einschreiten der Armee. Seit dem Unabhängigkeitskampf des Landes in den 1970er-Jahren unterstützt China Mugabe. Besonders nach dem Boykott Simbabwes durch westliche Länder ab 2002 engagierte sich China in Simbabwe. Mehrfach verhinderte China im Weltsicherheitsrat Sanktionen gegen das Land und simbabwische Spitzenpolitiker.

## Internationale Reaktionen

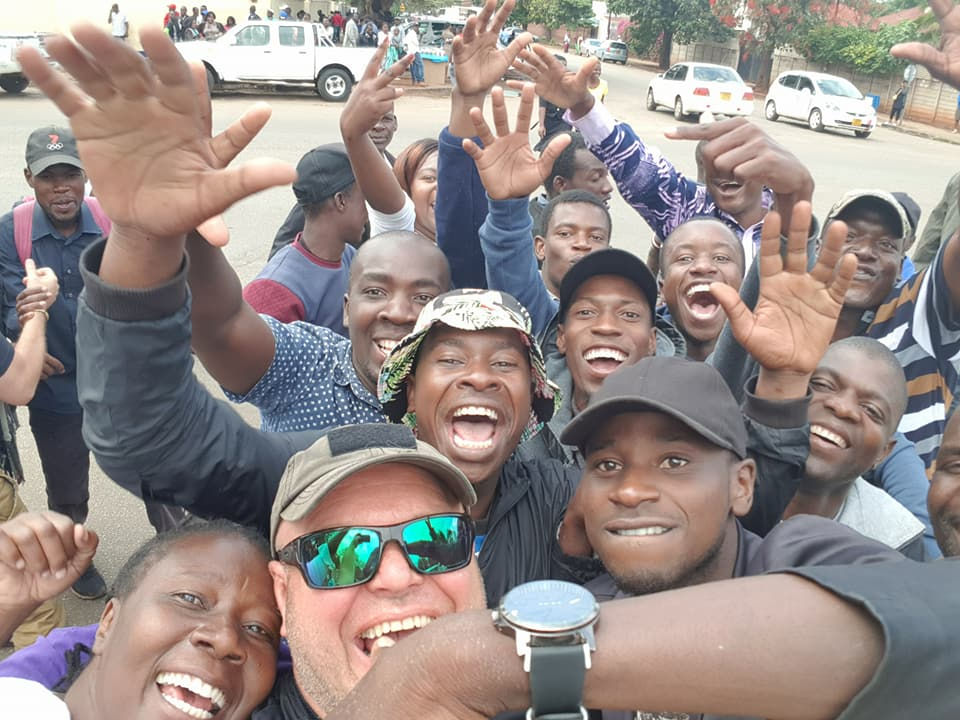
Bürger feiern in den Straßen von Harare, 19. November 2017

- Die US-Botschaft in Harare warnte US-Bürger und Mitarbeiter vor der unsicheren Lage in dem Land und riet ihnen, ihr Haus nicht zu verlassen.[33]
- Der Präsident der Afrikanischen Union Alpha Condé erklärte kurz nach dem Bekanntwerden der Ereignisse, dass die simbabwischen Militärs „offensichtlich versuchten, die Macht zu übernehmen“. Er äußerte im Namen der Afrikanischen Union (AU) „ernsthafte Besorgnis“ und betonte die volle Unterstützung der AU gegenüber den gesetzlichen Institutionen Simbabwes. Ausländische Berichterstatter vermuteten, dass das simbabwische Militär deswegen bemüht sei, die Ereignisse nicht als Putsch beschrieben zu sehen, da dem Land andernfalls der Ausschluss aus der Afrikanischen Union drohe, wie das mit Ägypten nach dem Militärputsch 2013 geschehen war.[34]
- Im benachbarten Südafrika gab es zunächst gemischte Reaktionen. Mmusi Maimane, Parteiführer der oppositionellen Democratic Alliance, erklärte, dass die Ereignisse die Chance zu einem Politikwechsel in Simbabwe böten. Die oppositionellen Economic Freedom Fighters forderten Mugabe auf, die politische Führung in die Hände der jüngeren Generation zu legen.[35] Präsident Jacob Zuma vom regierenden Afrikanischen Nationalkongress (ANC) warnte vor nicht verfassungsgemäßen Änderungen und kündigte die Entsendung von zwei Sondergesandten nach Harare an.[36]
- Maria Adebahr, stellvertretende Sprecherin des deutschen Auswärtigen Amtes, erklärte am 22. November 2017 – nach dem Sturz Mugabes – im Rahmen der Bundespressekonferenz, dass die Bundesregierung „die weitere Entwicklung in Simbabwe mit großer Anteilnahme und mit Sympathie verfolgen“ werde. Die Bundesregierung stünde „bereit, gemeinsam mit unseren europäischen, afrikanischen und internationalen Partnern Simbabwes Weg in eine neue Zukunft zu unterstützen“.[37]